# Аскеран
Аскеран (на азербайджански: Əsgəran) е град в Нагорни Карабах, център на Аскерански район.
Разположен e на 14 км североизточно от Ханкенди, на пътя към Агдам, на левия бряг на река Каркар. Обявен е за районен център през 1978 г.
През 1970 г. населението му наброява 700 души, повечето от които са от арменски произход. При преброяване на населението през 2005 г. в Аскеран живеят 1967 души.